# Strategia (esercito romano)
Per strategia dell'esercito romano s'intende l'insieme delle disposizioni adottate dallo Stato romano antico per realizzare i suoi obiettivi politici attraverso sia la selezione degli obiettivi militari, sia il processo diplomatico (spesso sostenuto dalla minaccia di un'azione militare immediata), comprese le risorse militari impiegate. Rappresenta anche quella strategia operativa secondo la quale risulta importante il coordinamento delle forze militari, le loro tattiche adottate in funzione degli obiettivi strategici individuati nella sua globalità, sia su piccola che grande scala, oltretutto strettamente legata alle relative tattiche militari del periodo storico (ovvero la metodologia da applicare per sconfiggere il nemico) che mutarono nei differenti secoli (dall'età regia, a quella repubblicana ed imperiale, fino alla caduta dell'Impero romano d'Occidente).

## Fasi strategiche
Possedimenti romani
     Colonie latine
     Alleati di Roma (socii)

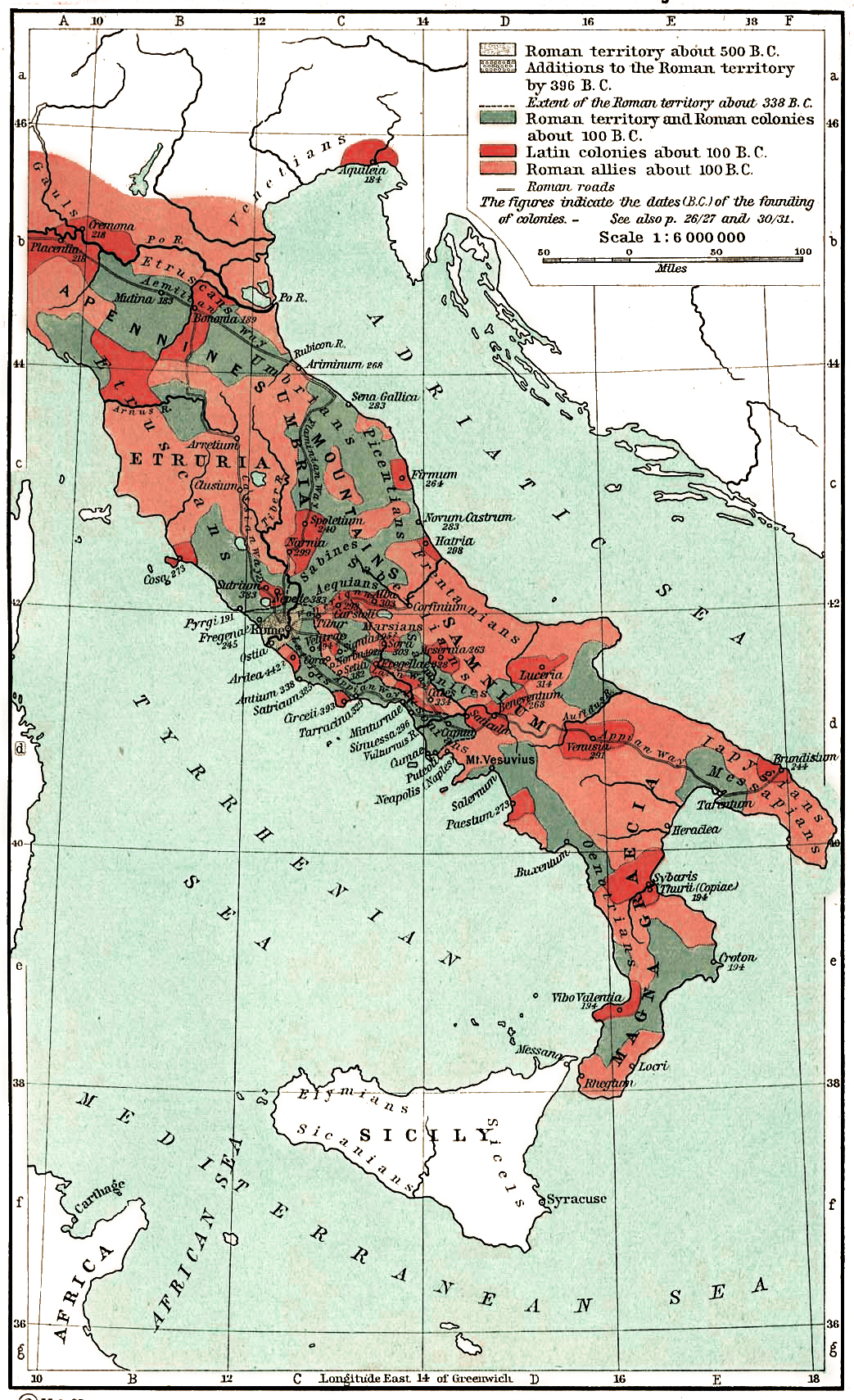
Mappa della confederazione romana nel 100 a.C., all'avvento della guerra sociale (91-88 a.C.). Si noti la configurazione politica a chiazze.
Possedimenti romani
Colonie latine
Alleati di Roma (socii)
I possedimenti romani abbracciavano i territori centrali della penisola italica e le coste tirreniche. Le colonie latine erano sparse in località strategiche, mentre gli alleati erano concentrati nelle montagne interne

Schema base della fasi strategiche seguite dallo stato romano.

Nella sua forma più pura, la strategia riguarda esclusivamente le questioni militari: quando si riconosce una minaccia o un'opportunità, viene fatta una valutazione e si trova la soluzione che ne prevede l'intervento militare, dettandone i tempi necessari. Tuttavia, secondo Clausewitz, una strategia militare di successo deve essere un mezzo per attuare un fine più elevato, non deve quindi essere fine a sé stessa.
Quando uno Stato ha un obiettivo politico a lungo termine, a cui si applicano risorse ed una metodologia militare, si può dire che abbia una «grande strategia». In una certa misura, tutti gli stati hanno un grande strategia, anche se si tratta semplicemente di determinare quali forze militari abbiano a disposizione o da mettere in campo. Sappiamo ad esempio che Roma fu in grado di mettere in campo un'armata sempre maggiore, considerando anche il numero di uomini arruolabili tra la popolazione italica. Questo genere di politica, tanto reattiva ed elastica, fu praticata in epoca repubblicana. Più tardi in epoca imperiale, fu invece più importante, tra gli obbiettivi di lungo termine, quello di mantenere un esercito permanente lungo le sue frontiere.
Le prime indicazioni di una grande strategia romana emersero durante le guerre puniche contro Cartagine. Qui Roma fu in grado di influenzare il corso della guerra, scegliendo di ignorare gli eserciti di Annibale presenti sul suolo italico, passando al contrattacco, andando a minacciare, prima la Spagna punica e poi invadendo l'Africa stessa.
Durante il periodo imperiale, come conseguenza dell'elevato accrescimento della professionalità e dimensione dell'esercito romano, crebbe la possibilità di ampliare il concetto di una Grande strategia che comprendesse la gestione delle risorse dell'intero Stato romano nel condurre le guerre: una grande importanza fu data alla diplomazia ed all'uso dell'esercito romano per raggiungere gli obbiettivi politici, entrambi attraverso la guerra o anche come deterrente. Il contributo effettivo dell'esercito romano (piuttosto che potenziale) alla strategia fu più che altro ridotto ad un ruolo operativo (strategia operativa) attraverso la pianificazione ed il controllo di un vasto sistema di unità militari. E così la Grande strategia di Roma antica incorporò la diplomazia, attraverso la quale l'Impero fu in grado di stringere alleanze o generare pressione sui vicini regni/popolazioni "clienti", così come di riuscire a gestire la pace dopo una fase di guerra.
Quando poi una campagna militare andava male, si rendeva necessario variare la conseguente strategia operativa dettata dalle nuove circostanze, attraverso azioni navali, assedi, assalti a postazioni fortificate e battaglie in campo aperto. Tuttavia, la preponderanza delle campagne militari romane mostra una preferenza per l'impegno diretto delle armate romane in campo aperto e, se necessario, il superamento di postazioni fortificate tramite ingegneria militare. E se l'esercito romano era così valente a costruire campi fortificati per proteggersi dagli attacchi nemici, è vero anche che tutta la storia romana mostra una certa riluttanza a posizionarsi nel campo in attesa della battaglia, al contrario l'esercito romano prediligeva schierarsi in capo aperto, pronto alla battaglia.

## Evoluzione della strategia nei secoli
La strategia mutò notevolmente nei dodici secoli di storia romana, che qui sotto ci apprestiamo ad analizzare. Basti ricordare che Roma nell'VIII secolo a.C. era uno dei tanti e piccoli villaggi che popolavano il Latium vetus e sotto Augusto occupava ormai tutti i territori intorno al bacino del Mediterraneo. È evidente che la struttura militare del suo esercito, e la conseguente strategia, mutarono insieme alle conquiste che via via ne ampliarono i territori inglobati, influenzata dalle tendenze politiche, sociali ed economiche di cui la città si arricchiva, ed ai popoli che a Roma "regalavano" di volta in volta le loro conoscenze belliche.
Roma fu molto abile nell'assorbire il meglio delle differenti tattiche, degli armamenti e dell'organizzazione militare dei nemici con i quali si scontrò nei secoli (dall'VIII secolo a.C. al V secolo d.C.). Essa si adattò in modo estremamente flessibile e rapido, grazie al forte senso di disciplina che la società romana imponeva al proprio miles ed a quello di cercare di perseguire ad ogni costo la vittoria completa, a volte senza mediazioni o senza farsi grossi scrupoli.

### Colonizzazione delLatium vetuse poi dell'Italia (VIII-III secolo a.C.)
Fu attraverso la colonizzazione che i Romani cominciarono a sottomettere e controllare le vicine genti, prima del Latium vetus e poi dell'Italia. Si trattava in sostanza di una penetrazione nei territori nemici a "macchia di leopardo". Ogni colonia rappresentava un avamposto nei territori appena acquisiti che sarebbe stato con il tempo romanizzato: in questo senso il ruolo di Aquileia nell'espansione romana della Gallia Cisalpina verso il nord-est fu ad esempio importantissimo. Verso la fine della Repubblica romana, nelle colonie furono inviati soprattutto proletari, ma soprattutto veterani dell'esercito romano. In sostanza i vinti entravano a far parte della civiltà romana, che generalmente non obbligava le popolazioni autoctone all'uso della lingua, del diritto e della religione romane, ma concedeva una ampia gamma di autonomie, tollerate sulla base di rapporti di alleanza, federalismo e fiducia.
I rapporti di Roma con le singole e numerose popolazioni, dapprima italiche poi dell'intero bacino del Mediterraneo erano regolati dal Senato e da trattati che determinavano la condizione dei popoli subordinati, solitamente a seconda del tipo di rapporto stabilito con gli interessi di Roma. Si distinguono in tal senso popolazioni dediticte e foederate. Le prime, sconfitte a seguito di una guerra, ne accettavano la resa e le condizioni imposte dal Senato romano, che si riservava la proprietà del territorio e della popolazione; le seconde, in virtù di un antico rapporto di alleanza e di pace con Roma, erano considerate come alleate, dovevano quindi fornire aiuto all'esercito e, in cambio della protezione e supervisione politica, avevano diritto all'assistenza militare romana: si trattava in buona sostanza di una federazione con lo stato romano.

### Politica di annessione provinciale e creazione di un primo sistema "clientelare" (III secolo a.C.-II secolo d.C.)

L'Impero romano, con la suddivisione in province, nel 117.

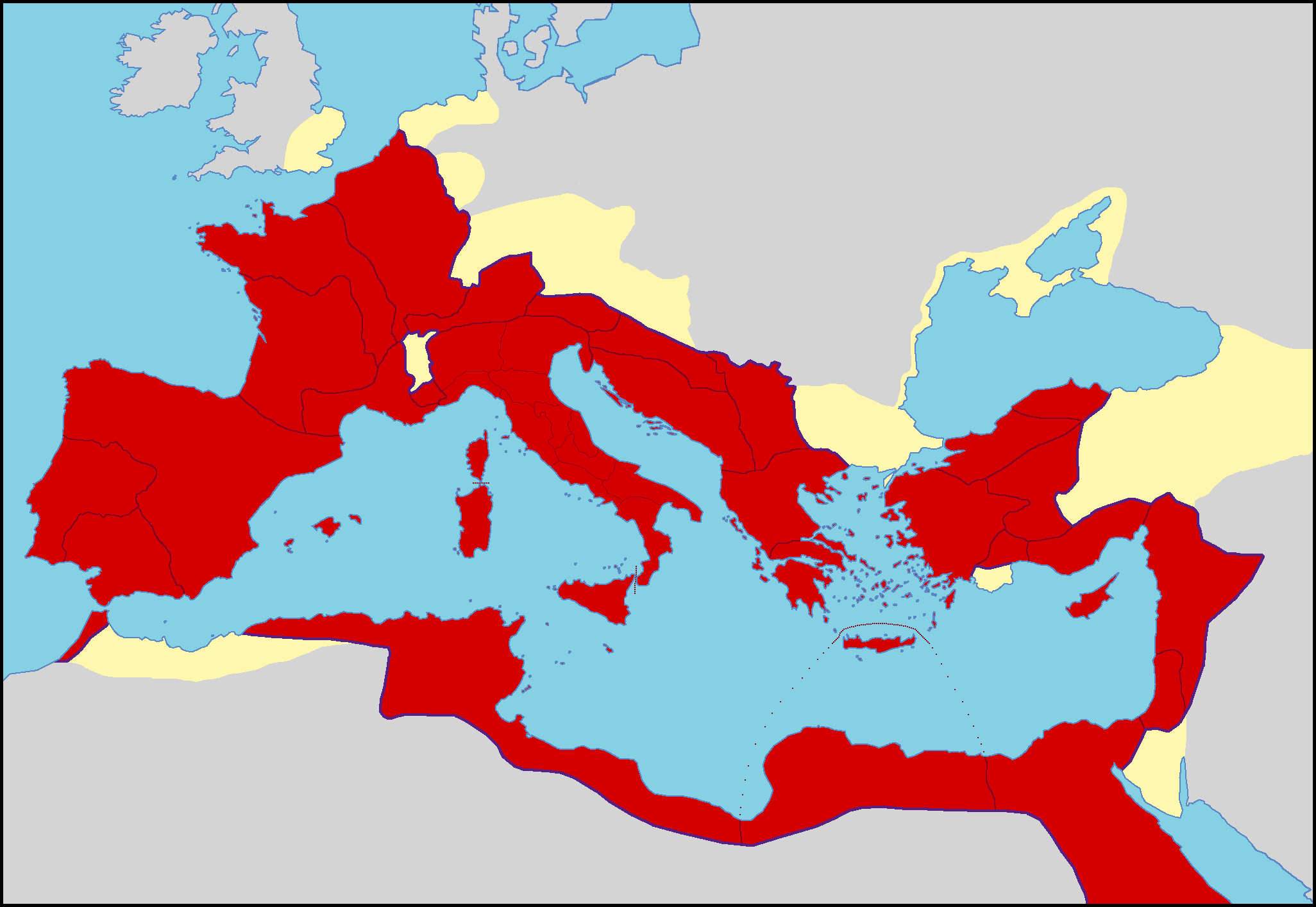
Un tipico esempio di regni "clienti" lo troviamo in questa cartina, ambientata all'epoca di Augusto (nel 14), dove al di fuori dei confini imperiali (in rosso), sono indicati quei regni "clienti" di Roma (in giallino). Si trattava ad esempio del regno orientale di Cappadocia, o a quello di Mauretania, fino a quelli lungo i confini europei di Tracia e Norico settentrionale, o addirittura d'oltre Danubio, di Maroboduo (Quadi e Marcomanni).

Con la fine della prima guerra punica, i nuovi territori annessi alla res publica romana furono organizzati in province romane (la prima nel 241 a.C., la Sicilia). Tale processo si attuava attraverso il generale che li aveva conquistati, per mezzo di una lex provinciae («legge della provincia» per la «redactio in formam provinciae» o «costituzione in forma di provincia»), emanata sulla base dei poteri che gli erano stati delegati con l'elezione alla carica. La legge doveva quindi essere ratificata dal Senato, che poteva inoltre inviare delle commissioni di legati con poteri consultivi. La legge stabiliva la suddivisione in circoscrizioni amministrative (spesso denominate conventus) e il grado di autonomia delle città già esistenti. Non sempre tuttavia la legge seguiva immediatamente alla conquista, soprattutto per le province annesse in epoca più antica.
Le province erano governate da magistrati appositamente eletti (pretori) o da consoli o pretori di cui veniva prolungata la carica (prorogatio imperii o "prolungamento del comando": proconsoli e propretori), coadiuvati per l'amministrazione militare e civile dei questori e da numerosi altri funzionari (cohors praetoria). Il governatore esercitava un potere assoluto (imperium) militare, amministrativo, finanziario e giuridico, sia penale che civile. Il comando provinciale era a sua volta posto sotto una visione strategica generale del Senato di Roma e più tardi dello stesso Imperatore.
I Romani intuirono che il compito di governare e di civilizzare un gran numero di genti contemporaneamente era pressoché impossibile, e che sarebbe risultato più semplice un piano di annessione graduale, lasciando l'organizzazione provvisoria affidata a principi nati e cresciuti nel paese d'origine. Nacque quindi la figura dei re clienti, la cui funzione era quella di promuovere lo sviluppo politico ed economico dei loro regni, favorendone la civilizzazione e l'economia. Così, quando i regni raggiungevano un livello di sviluppo accettabile, essi potevano essere incorporati come nuove province o parti di esse. Le condizioni di stato vassallo-cliente erano, dunque, di natura transitoria.
Un "re cliente", riconosciuto dal Senato romano come amicus populi Romani, di solito non era altro che uno strumento del controllo nelle mani della Repubblica, prima e dell'Impero romano, poi. Ciò non riguardava solo la politica estera e difensiva, dove al re cliente era affidato il compito di assumersi l'onere di garantire lungo i propri confini la sicurezza contro infiltrazioni e pericoli "a bassa intensità", ma anche le questioni interne dinastiche, nell'ambito del sistema di sicurezza imperiale. Talvolta si verificarono così gravi disordini in alcuni "Regni clienti" da minacciare gli stessi confini delle province adiacenti, tanto che fu necessario intervenire direttamente con le armate romane: come ad esempio durante la rivolta di Tacfarinas in Africa, dove fu necessario inviare una seconda legione, la IX Hispana.

### Difesa di sbarramento (II secolo)
E poiché i Regni o i popoli clienti, poco potevano fare contro i pericoli "ad alta intensità" (come sostiene Edward Luttwak), come le invasioni su scala provinciale, rallentando semplicemente l'avanzata nemica con le proprie e limitate forze, almeno fino al sopraggiungere dell'alleato romano (in altre parole potevano garantire una certa "profondità geografica", ma nulla di più), l'Impero romano decise di modificare la sua strategia generale, costruendo lungo i propri confini un sistema di difesa lineare, presidiato da numerose postazioni militari romane ed in grado di respingere "da subito" le invasioni nemiche esterne. Del resto è evidente che i danni provocati dagli invasori, prima di essere respinti, potevano essere ingenti, prima dell'intervento diretto romano. Per questi motivi, al fine di ridurre tali rischi al minimo indispensabile, in alcuni casi si ritenne più opportuno "inglobare" gli stessi Regni "clienti".
Tale sistema di difesa strategico poteva essere formato da barriere naturali o artificiali. Nel primo caso le barriere, che dividevano il mondo romano dai barbari o dagli altri stati stranieri, potevano essere:
- di tipo fluviale (come Reno, Danubio ed Eufrate) e chiamato ripa (nel significato di riva di un fiume);[5]
- montuoso (come la catena dei Carpazi in Dacia o dell'Atlante in Mauretania);
- o desertico (come lungo il fronte meridionale dell'Egitto e delle province di Arabia e Siria).

Nel secondo caso erano costruite, in modo artificiale, dal lavoro dell'uomo, con un agger di terra, una palizzata o un muro in pietra (a partire soprattutto da Adriano), ed un fossato antistante, come nel caso del vallo di Adriano, di Antonino, del Porolissensis o del limes germanico-retico. Ogni frontiera era, inoltre, seguita parallelamente per tutta la sua estensione, da una strada presidiata ad intervalli regolari oltre che da fortezze legionarie (castra), anche da forti (castella) e fortini (burgi) ausiliari, oltre a torrette (turris) e stazioni di avvistamento (stationes).

### Difesa in profondità (fine del II-metà del IV secolo)

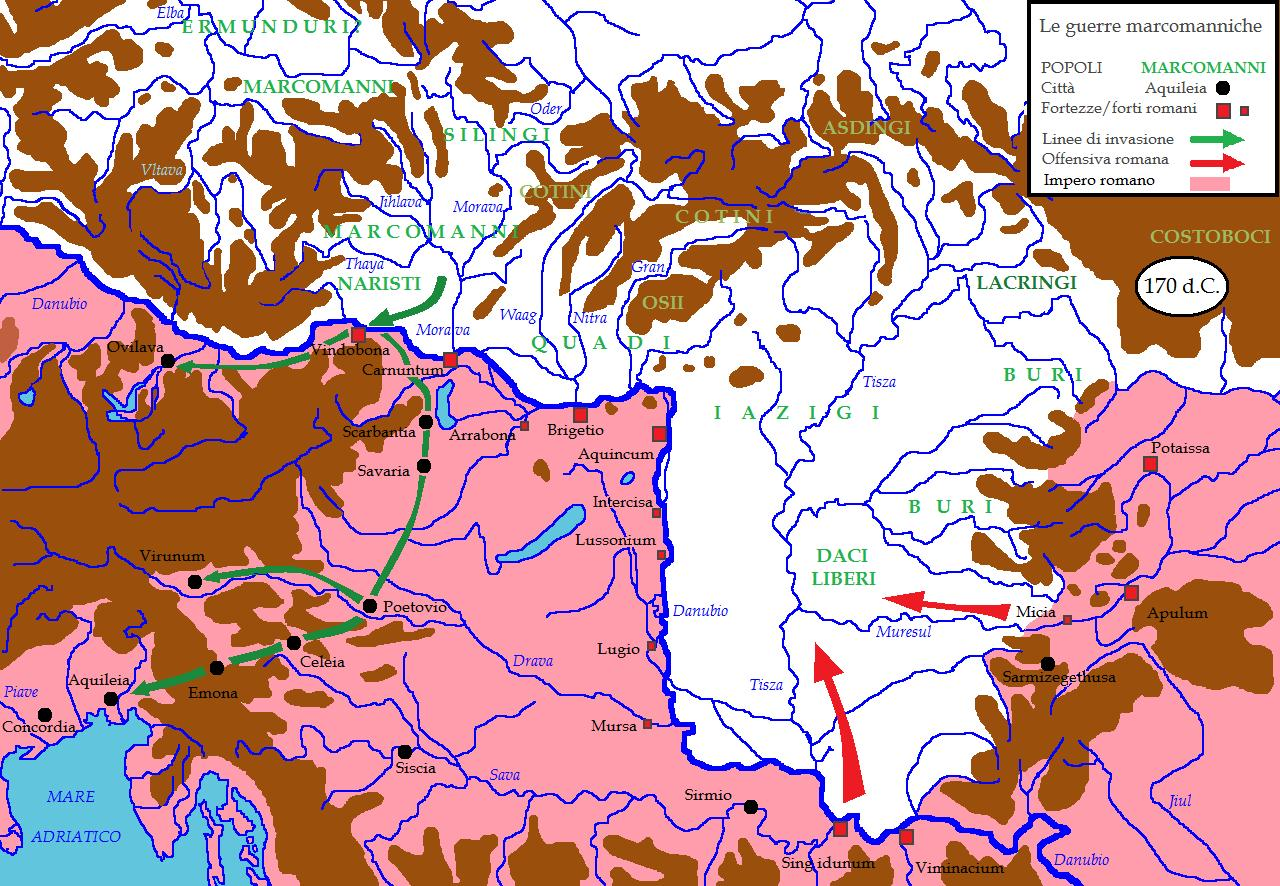
Lo sfondamento dei barbari durante le guerre marcomanniche (frecce verdi), mise in crisi il sistema di difesa avanzata dei primi due secoli di Impero.

Secondo la teoria di Luttwak, l'esercito romano del Principato, faceva affidamento sul fatto di neutralizzare le possibili incursioni barbariche in modo preventivo, prima che potessero raggiungere i confini imperiali. Ciò comportava il fatto, non solo di posizionare le unità militari (legioni ed auxilia) lungo i confini, ma anche di stabilire dei "salienti strategici", al di là degli stessi, come nel caso degli Agri Decumates (in Germania Magna) o della stessa Dacia (nell'ambito del bacino dei Carpazi).
La risposta ad una minaccia esterna avrebbe comportato un attacco preventivo con manovra "a tenaglia" in territorio barbaro, coinvolgendo sia truppe di fanteria sia grandi forze di cavalleria, che convergessero dalle vicine basi di confine; simultaneamente il nemico sarebbe stato attaccato da dietro da altri reparti di cavalleria romana (alae). Ma questo sistema di difesa preventivo era estremamente vulnerabile quando le forze barbariche erano estremamente numerose, poiché la distribuzione dell'esercito romano lungo le sue immense frontiere non poteva che modestamente far fronte a tali minacce. Inoltre, la mancanza di qualsiasi "riserva strategica", posta alle spalle dei confini imperiale, determinò che grosse concentrazioni barbariche riuscirono a penetrare in profondità nei territori romani, devastandoli pesantemente, prima che dei rinforzi potessero giungere ad intercettarli in modo soddisfacente.
Il primo grande fallimento della "difesa avanzata" fu la grande invasione di Sarmati Iazigi, Quadi e Marcomanni, che vide l'attraversamento del limes danubiano a partire dal 166-167, e che diede inizio alle cosiddette guerre marcomanniche. I barbari riuscirono a penetrare nei territori romani fino ad Aquileia nel nord-est dell'Italia, cacciati solo dopo aspri combattimenti durate alcuni anni. La risposta imperiale non fu di cambiare radicalmente la strategia di "difesa avanzata", ma di rafforzarla (con la creazione di due nuove legioni sotto Marco Aurelio, oltre ad un numero imprecisato di forze ausiliarie), ed in parte di evolversi verso la "difesa in profondità", con la creazione di una praetentura, ovvero di una zona interna all'impero stesso (come fu la praetentura Italiae et Alpium al tempo delle guerre marcomanniche) affidata ad un comando militare speciale che servisse a prevenire e bloccare eventuali invasioni barbariche "in profondità". Alle sue dipendenze potevano esserci anche intere legioni.
Sempre secondo Luttwak fu poi con Diocleziano che si cominciò ad attuare la cosiddetta "difesa in profondità". La caratteristica fondamentale di questa nuova strategia, secondo Luttwak, era l'accettazione da parte delle province romane di frontiera, di trasformarsi esse stesse in campo di battaglia contro le minacce barbariche, piuttosto che le terre dei barbari stessi oltre il confine (in barbaricum). Nell'ambito di questa strategia, le forze di frontiera non avrebbero pertanto tentato di respingere un'incursione di grandi dimensioni. Si sarebbero invece ritirate in roccaforti fortificate ad attendere che le forze di mobili (comitatenses) arrivassero ad intercettare gli invasori. La forza d'invasione, in tal modo, avrebbe trovato una regione costellata di fortificazioni romane, dove non sarebbe stato facile ottenere sufficienti approvvigionamenti. E se i barbari invasori avessero ignorato queste roccaforti romane, avanzando in profondità, avrebbero rischiato poi di essere attaccati alle spalle. Se avessero tentato di assediare le fortezze, avrebbero dato alle truppe mobili romane, tempo sufficiente a raggiungerli e combatterli. Nel complesso, l'obiettivo della difesa in profondità era quello di fornire un efficace sistema di difesa ad un costo accettabile, dal momento che questo genere di difesa, richiedeva dispiegamenti di truppe molto più limitati lungo i confini.

### Nuovo sistema clientelare: ifoederatifino ai regni romano-barbarici (metà IV secolo-fine V secolo)

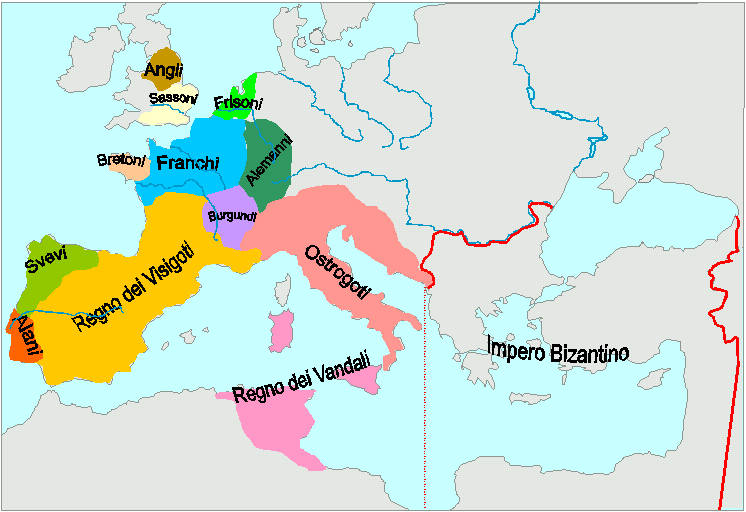
I regni romano-barbarici nel 493.

A partire dalla metà del IV, e per tutto il V secolo, il nuovo sistema strategico fu impostato sui foederati, popolazioni per lo più germaniche o sarmatiche, che avevano il diritto di insediarsi nei territori romani, coltivandovi la terra incolta e godendone i propri frutti, a patto che ne difendessero i confini imperiali. Tale trattato lasciava liberi i popoli che stipulavano l'accordo, obbligandoli solo a fornire milizie ausiliarie e a non concludere alleanze con altri popoli. I soldati provenienti dai socii esteri non facevano parte dei legionari, ma delle forze ausiliare con armi leggere. 
Nel 376 i Visigoti chiesero all'Imperatore Valente il permesso di stabilirsi sulla riva sud del Danubio e vennero accettati nell'Impero come foederati. Due anni dopo i Visigoti insorsero e sconfissero i Romani nella Battaglia di Adrianopoli. La grave perdita subita costrinse l'Impero Romano ad affidarsi maggiormente ai foederati.
La lealtà delle tribù e dei loro capi non era assicurata e nel 395 i Visigoti, questa volta sotto la guida di Alarico, insorsero nuovamente. Uno dei più potenti generali del tardo Impero era di origine Vandala: chiamato Stilicone, nacque da madre romana e padre che apparteneva a una tribù di foederati. Nel V secolo la potenza militare romana era quasi completamente basata su unità di foederati. Nel 451 Attila l'Unno venne sconfitto solo con l'aiuto dei foederati (che comprendevano Visigoti e Alani). I foederati diedero il colpo di grazia al morente Impero romano d'Occidente nel 476, quando un loro comandante germanico Odoacre depose l'ultimo imperatore romano d'Occidente, Romolo Augusto.
Il periodo successivo alla deposizione dell'ultimo imperatore romano ed alla fine dell'Impero romano d'Occidente, vide lo stabilizzarsi di nuovi regni, detti latino-germanici o romano-barbarici, che si erano andati formando nelle ex province romane a partire dalle invasioni del V secolo e che, inizialmente, erano stati formalmente dipendenti dall'impero.